# شومبيرغ كر
شومبيرغ كر (بالإنجليزية: Schomberg Kerr, 9th Marquess of Lothian)‏ (و. 1833 – 1900 م) هو سياسي، ودبلوماسي إسكتلندي، كان عضوًا في حزب المحافظين، توفي في لندن، عن عمر يناهز 67 عاماً.

## مناصب
تولى منصب وزير الدولة لشؤون إسكتلندا ‏ (11 مارس 1887–11 مارس 1887)
- عضو مجلس الشورى البريطاني.

## التعليم
تعلم في كلية نيو كوليج.